# هوسیک هاروتیونیان

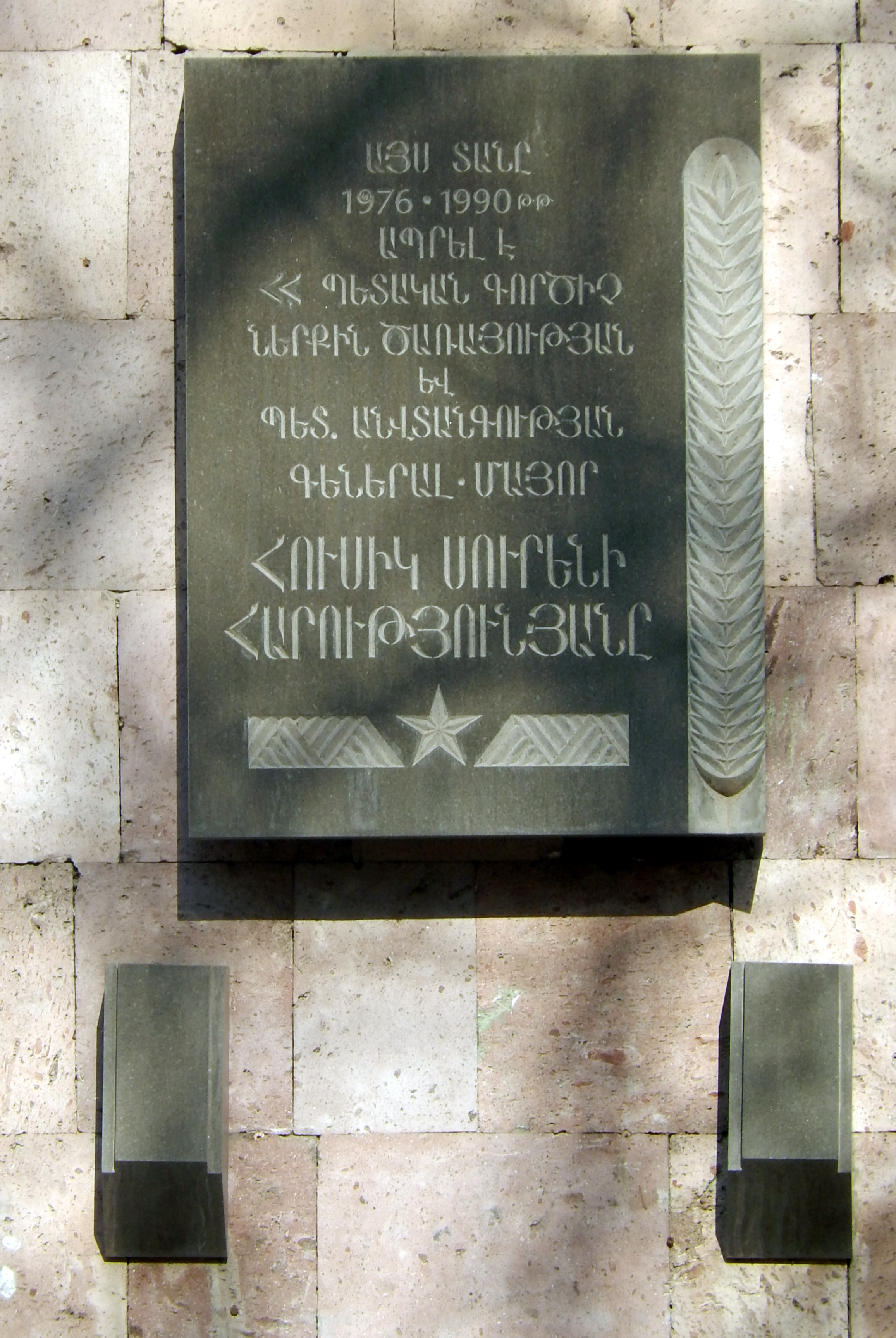

هوسیک سورنی هاروتیونیان (ارمنی: Հուսիկ Սուրենի Հարությունյան؛  زادهٔ ۲۳ فوریهٔ ۱۹۴۵ - درگذشته ۳ مهٔ ۲۰۰۶) یک فرد نظامی، و سیاستمدار اهل ارمنستان بود که از تاریخ ۱۹۹۱ تا تاریخ ۱۹۹۲ سمت فهرست رئیسان سرویس امنیت ملی ارمنستان را برعهده داشت.

## زندگی‌نامه
در ۲۳ فوریهٔ ۱۹۴۵ در آرماویر به دنیا آمد و از دانشگاه ملی پلی‌تکنیک ارمنستان فارغ‌التحصیل شد. وی برنده جوایزی همچنین نشان ستاره سرخ و نشان برجسته افتخار شده است. وی در ۳ مهٔ ۲۰۰۶ در سن ۶۱ سالگی در سانحه هوایی در جریان پرواز شماره ۹۶۷ آرماویا در Adler کشته شد.

## یادداشت
1. ↑  ՀՀ Հարկային պետական տեսչության պետ
2. ↑  ՀՀ Ներքին գործերի մինիստր
3. ↑  Լևոն Գալստյան